# باندو پاتیل
باندو پاتیل (انگلیسی: Bandu Patil; ۱ ژانویهٔ ۱۹۳۶ – ۲۳ اوت ۱۹۸۸) بازیکن هاکی روی چمن اهل هند بود.